# Journées de Juin

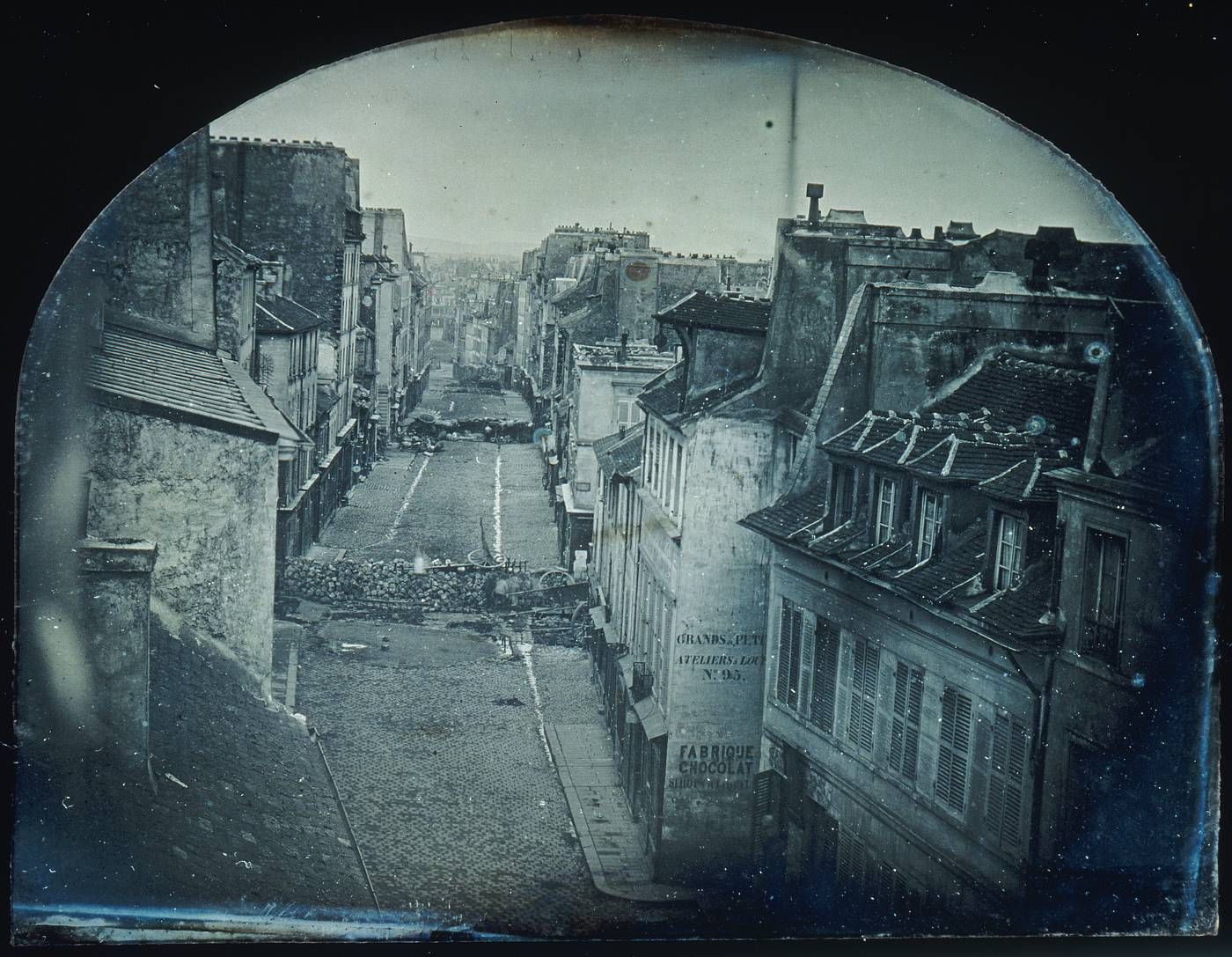

Journées de Juin var ett folkligt uppror som ägde rum i Paris mellan 22 och 25 juni 1848.
Upploppen utbröt sedan regeringen beslutat att stänga Nationalverkstäderna, som gav arbete och inkomst åt de arbetslösa. Nationalgardet under ledning av Louis-Eugène Cavaignac kväste upproret med 10.000 döda och sårade, medan 4000 personer förvisades till Franska Algeriet. Det betecknade liberalernas seger över de så kallade radikala republikanerna och släckte hoppet att den andra republiken skulle bli en socialt medveten och solidarisk republik.